# Schützenmine 42
Die Schützenmine 42 war eine Antipersonenmine der Wehrmacht im Zweiten Weltkrieg.

## Geschichte
Die Schützenmine 42 wurde 1942 als Antipersonenmine in die Wehrmacht eingeführt und bis zum Ende des Zweiten Weltkriegs verwandt. Ihr Gehäuse war aus Sperrholz. Da in der Mine noch Metallteile waren, konnte sie mit herkömmlichen Methoden geortet werden.

## Funktionsweise
Die Mine, die verdeckt abgelegt wurde, löste durch Druck auf die Druckplatte auf dem gesamten Deckel aus. Zum Auslösen der Mine war eine Last von 2,75 bis 5 Kilogramm nötig.